# Saturn Award für die beste Ausstattung
Folgende Filme haben den Saturn Award für die beste Ausstattung gewonnen:
| Jahr | Preisträger                   | Film                               | Weitere Nominierungen |
| ---- | ----------------------------- | ---------------------------------- | --- |
| 1976 | Robert De Vestel Dale Hennesy | Frankenstein Junior                | keine weiteren Nominierungen |
| 1977 | Dale Hennesy                  | Flucht ins 23. Jahrhundert         | keine weiteren Nominierungen |
| 1978 | Roger Christian               | Krieg der Sterne                   | keine weiteren Nominierungen |
| 1979 | John Barry                    | Superman                           | keine weiteren Nominierungen |
| 2010 | Rick Carter Robert Stromberg  | Avatar – Aufbruch nach Pandora     | Philip Ivey für District 9 Stuart Craig für Harry Potter und der Halbblutprinz Sarah Greenwood für Sherlock Holmes Scott Chambliss für Star Trek Alex McDowell für Watchmen – Die Wächter                                                                              |
| 2011 | Darren Gilford                | Tron: Legacy                       | Dante Ferretti für Shutter Island Robert Stromberg für Alice im Wunderland Kathy Altieri für Drachenzähmen leicht gemacht Guy Hendrix Dyas für Inception Rick Heinrichs für Wolfman                                                                                    |
| 2012 | Dante Ferretti                | Hugo Cabret                        | Stuart Craig für Harry Potter und die Heiligtümer des Todes – Teil 1 Tom Foden für Krieg der Götter Rick Heinrichs für Captain America: The First Avenger Kim Sinclair für Die Abenteuer von Tim und Struppi – Das Geheimnis der Einhorn Bo Welch für Thor             |
| 2013 | Dan Hennah                    | Der Hobbit: Eine unerwartete Reise | Hugh Bateup & Uli Hanisch für Cloud Atlas Sarah Greenwood für Anna Karenina David Gropman für Life of Pi: Schiffbruch mit Tiger Rick Heinrichs für Dark Shadows Eve Stewart für Les Misérables                                                                         |
| 2014 | Dan Hennah                    | Der Hobbit: Smaugs Einöde          | Philip Messina für Die Tribute von Panem – Catching Fire Andrew Neskoromny & Carol Spier für Pacific Rim Andy Nicholson für Gravity Jan Roelfs für 47 Ronin Robert Stromberg für Die fantastische Welt von Oz                                                          |
| 2015 | Nathan Crowley                | Interstellar                       | Peter Wenham für The Return of the First Avenger James Chinlund für Planet der Affen: Revolution Adam Stockhausen für Grand Budapest Hotel Charles Wood für Guardians of the Galaxy Dennis Gassner für Into the Woods                                                  |
| 2016 | Thomas E. Sanders             | Crimson Peak                       | Sabu Cyril für Baahubali: The Beginning Ed Verreaux für Jurassic World Colin Gibson für Mad Max: Fury Road Rick Carter & Darren Gilford für Star Wars: Das Erwachen der Macht Scott Chambliss für A World Beyond                                                       |
| 2017 | Rick Carter Robert Stromberg  | BFG – Big Friendly Giant           | Doug Chiang & Neil Lamont für Rogue One: A Star Wars Story Stuart Craig für Phantastische Tierwesen und wo sie zu finden sind Guy Hendrix Dyas für Passengers Owen Paterson für The First Avenger: Civil War Charles Woods für Doctor Strange                          |
| 2018 | Hannah Beachler               | Black Panther                      | Sarah Greenwood für Die Schöne und das Biest Dennis Gassner für Blade Runner 2049 Paul Denham Austerberry für Shape of Water – Das Flüstern des Wassers Rick Heinrichs für Star Wars: Die letzten Jedi Hugues Tissandier für Valerian – Die Stadt der tausend Planeten |
| 2019 | Charles Wood                  | Avengers: Endgame                  | Bill Brzeski für Aquaman Ruth De Jong für Wir Rick Heinrichs für Dumbo Gemma Jackson für Aladdin Horace Ma für Shadow John Myhre für Mary Poppins’ Rückkehr |
| 2021 | Barbara Ling                  | Once Upon a Time in Hollywood      | Rick Carter & Kevin Jenkins für Star Wars: Der Aufstieg Skywalkers Nathan Crowley für Tenet Mark Friedberg für Joker Patrick Tatopoulos für Maleficent: Mächte der Finsternis Ra Vincent für Jojo Rabbit                                                               |
| 2022 | Tamara Deverell               | Nightmare Alley                    | Sue Chan für Shang-Chi and the Legend of the Ten Rings James Chinlund für The Batman Fiona Crombie für Cruella Jason Kisvarday für Everything Everywhere All at Once Marcus Rowland für Last Night in Soho Patrice Vermette für Dune                                   |
| 2024 | Sarah Greenwood               | Barbie                             | Dylan Cole & Ben Procter für Avatar: The Way of Water Beth Mickle für Guardians of the Galaxy Vol. 3 Kevin Kavanaugh für John Wick: Kapitel 4 Ruth De Jong für Oppenheimer Alec Hammond für Renfield                                                                   |
| 2025 | Patrice Vermette              | Dune: Part Two                     | Naaman Marshall für Alien: Romulus Matt Scruton für Beetlejuice Beetlejuice Ray Chan für Deadpool & Wolverine Daniel T. Dorrance für Planet der Affen: New Kingdom Danny Vermette für Longlegs                                                                         |